# フォリアーノ・レディプーリア
フォリアーノ・レディプーリア（伊: Fogliano Redipuglia）は、イタリア共和国フリウリ＝ヴェネツィア・ジュリア州ゴリツィア県にある、人口約3,000人の基礎自治体（コムーネ）。

## 名称
標準イタリア語以外の言語では以下の名を持つ。
- ヴェネト語ビシアカリア方言 (it) : Foian Redipuia
- スロベニア語: Foljan-Sredipolje

## 地理

### 位置・広がり
ゴリツィア県のほぼ中央部に所在する、ビシアカリア地方 (it:Bisiacaria) に含まれるコムーネで、イゾンツォ川の左岸（南岸）に位置している。中心集落フォリアーノは、モンファルコーネの北西約5km、県都ゴリツィアの南西約13kmにある。

#### 隣接コムーネ
隣接するコムーネは以下の通り。
- グラディスカ・ディゾンツォ - 北
- サグラード - 北東
- ドベルド・デル・ラーゴ - 南東
- ロンキ・デイ・レジョナーリ - 南
- サン・ピエール・ディゾンツォ - 南西
- ヴィッレッセ - 西

### 気候分類・地震分類
フォリアーノ・レディプーリアにおけるイタリアの気候分類 (it) および度日は、zona E, 2277 GGである。
また、イタリアの地震リスク階級 (it) では、zona 3 (sismicità bassa) に分類される。

### 主要な集落
コムーネには、北部にフォリアーノ（Fogliano）、中部にポラッツォ（Polazzo）、南部にレディプーリア（Redipuglia）の3つの集落があり、国道 SS305 がこれらの集落を縦貫している。コムーネの役場はフォリアーノにある。フォリアーノは、サグラードの本村から連続している。レディプーリアには、高速道路A4のインターチェンジや、鉄道の駅がある。

## 社会

### 人口

#### 居住地区別人口
国立統計研究所（ISTAT）は居住地区（Località abitata）別の人口として以下を掲げている。統計は2001年時点。
| 地区名              | 標高   | 人口  | 備考                            |
| ------------------- | ------ | ----- | ------------------------------- |
| FOGLIANO REDIPUGLIA | 14/138 | 2,706 |                                 |
| FOGLIANO *          | 23     | 1,503 | サグラードの Sagrado 地区に連続 |
| POLAZZO             | 16     | 626   |                                 |
| REDIPUGLIA          | 16     | 559   |                                 |
| Case Sparse         | -      | 18    |                                 |

ISTATは人口統計上、家屋密度の高い centro abitato （居住の中心地区）、密度の低い nucleo abitato （居住の核となる地区）、まとまった居住地区を形成していない case sparse （散在家屋）の区分を用いている。上の表で地名がすべて大文字で示されているものが centro abitato である。「*」印が付されているのは、コムーネの役場・役所 la casa comunale の置かれている地区である。

## 文化・観光・施設

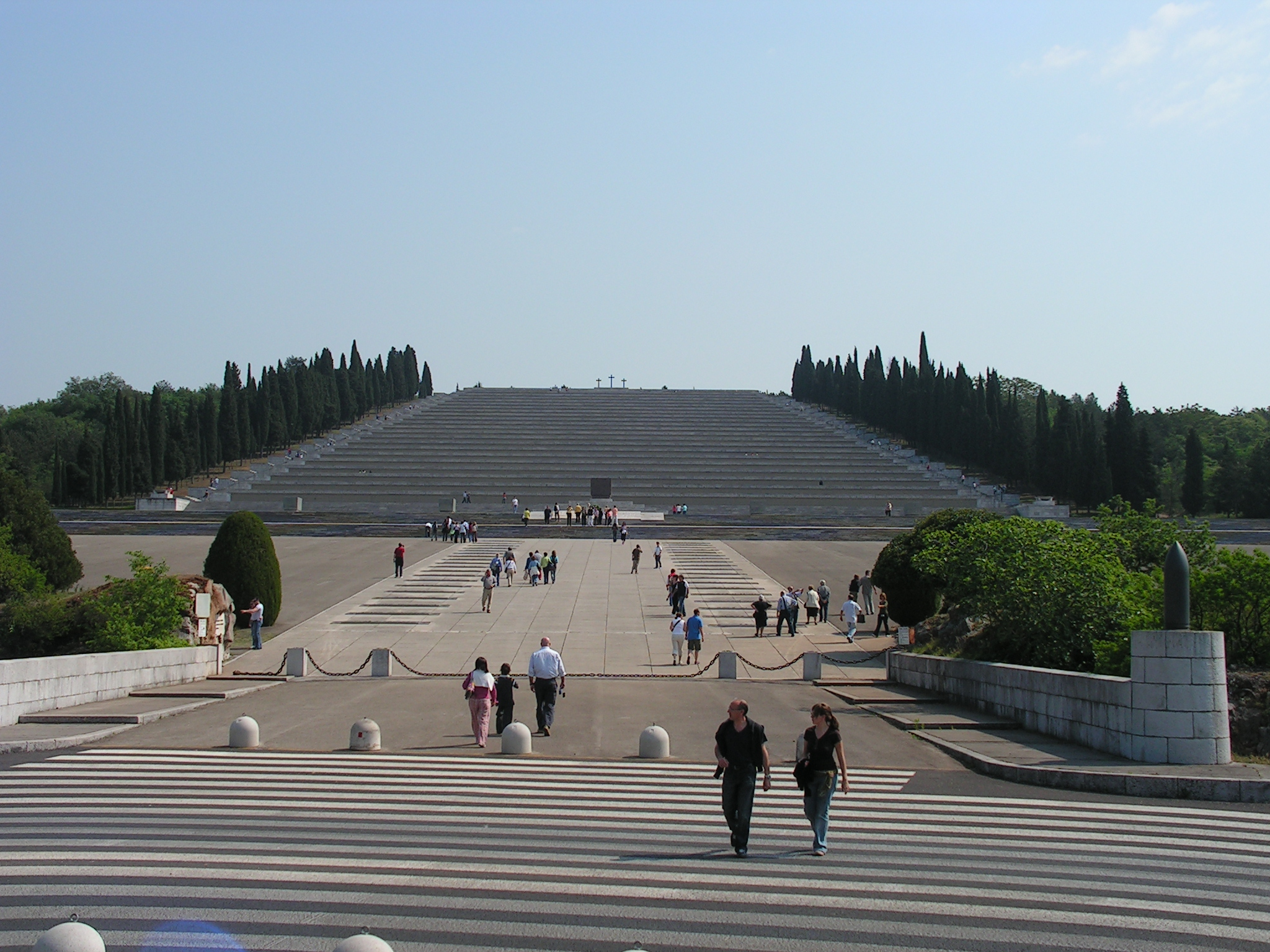
軍事墓地

レディプーリアには、第一次世界大戦の戦死者を弔う大きな軍事墓地 (it:Sacrario Militare di Redipuglia) がある。斜面に階段状に配された空間設計と構造物は、建築家ジョバンニ・グレッピ (it:Giovanni Greppi) と彫刻家ジャンニーノ・カスティリオーニ (it:Giannino Castiglioni) によるものである。1938年に造営されたこの施設は、ファシスト期の建築を代表するもののひとつである。
この墓地には、戦争で犠牲になった約10万人の将兵の遺骨が埋葬され、死者たちの記憶をとどめる場となっている。イタリア軍の司令官の一人で、1931年に没したアオスタ公エマヌエーレ・フィリベルトの墓もここにある。
2014年9月13日には、ローマ法王フランシスコが当地の軍事墓地を訪問し、平和を願うミサを行って戦争犠牲者を追悼した。

## 交通

### 鉄道
- ウーディネ＝トリエステ線：レディプーリア駅  (it:Stazione di Redipuglia)

### 道路
高速道路
- A4 (it:Autostrada A4 (Italia))

国道
- SS305  (it:Strada statale 305 di Redipuglia)